# Hôtel de La Feuillade (rue La Feuillade)
El hôtel de La Feuillade es un hôtel particulier ubicado en París, Francia, en  el número 4 rue La Feuillade, en el 2 distrito de París.
El financiero John Law estableció allí sus oficinas entre 1717 y 1719. 
Está clasificado como monumento histórico desde el 6 de octubre de 1948.